# Andronic d'Etòlia
Andronic (grec antic: Ἀνδρονίκος, Androníkos, llatí: Andronicus) va ser un militar de la Lliga Etòlia que va lluitar contra els romans juntament amb el seu pare, un altre militar també anomenat Andronic. L'any 167 aC va ser capturat pels romans i executat, segons diu Titus Livi.